# Prainha
Prainha este un oraș în Pará (PA), Brazilia.